# Bogun-Gorodok
Bogun-Gorodok (ros. Богун-Городок) – wieś w Rosji, w obwodzie biełgorodzkim, w rejonie borisowskim. W 2010 liczyła 132 mieszkańców.